# Ібн Хаушаб
Ібн Хаушаб (араб. بن حوشب; нім. Ibn Hauschab) (пом.2 грудня 914 р., тобто 11 джумада аль-уля 302 року за мусульманським календарем) — відомий і продуктивний даї (місіонер) ісмаїлітов в Ємені. Його повне ім'я Абуль-Касім аль-Хасан ібн Фарадж (араб. أبو القاسم الحسن بن فرج ن حوشب بن زاذان) родом з Савада, що біля ель-Куфи в Іраку. Своєю діяльністю на території Ємену він добув собі лакаб (почесний титул) «Мансур аль — Ємен» (англ. Mansur al-Jaman), що в перекладі означало «Переможець Ємену».
Він народився в околицях ель-Куфи в сім'ї прихильників імамітів, тобто шиїтів-двунадесятників. Він працював ткачем чи теслею і після хаджу приєднався до вчення ісмаїлітів керованих Фатімідами у період між 874 р. і 880 р.
Після навчання нової релігії Ібн Хаушаб і Алі ібн аль-Фадль (другий родом з Ємену) пішли з паломниками в Мекку, а з Мекки в 881 році вони прийшли в Ємен з метою організувати «острів» ісмаїлітів. Ібн Хаушаб був посланий з титулом (даї) від Сінда в регіоні Перської затоки (сьогодні територія Пакистану). Обидва спочатку оселилися в Адені як торговці бавовною. Алі ібн аль-Фадль пішов у гори як відлюдник і даї. Він був відсутній до 883—884 рр. (270 рік за мусульманським календарем). Ібн Хаушаб своєю діяльністю почав приносити плоди, коли він заснував свою базу на території клану Бану Муса (на території Ваді Лаа), на захід від масиву Джабаль Масуар (поселення гірських племен на північ від м. Сана). Алі ібн аль-Фадль залишився в Адені.
Ібн Хаушаб добув кілька міст в гірському масиві Джабаль Масур з її головним центром Дар ель-Хіджра (буквально: місце хіджри), сьогодні Бейт Фашід (англ. Bayt Fashid; пол. Bajt Fajes — можливо це не Бейт Фашід). Емір половини Санаа був не в змозі зупинити зростаючу міць. Ібн Хаушаб завойовував місто як свою столицю принаймні п'ять разів і, отже, ці перемоги дозволили йому використовувати лакаб (почесний титул) «Мансур аль-Ємен» (англ. Mansur al-Jaman), що в перекладі означало «Переможець Ємену».
Ібн Хаушаб помер в Ємені в 914 році.
Ібн Хаушаб є автором важливих договорів ісмаїлітів. Основним джерелом знань про його особистість є його власна «Сіра», що збереглася фрагментарно й написана ним або його сином Джафаром, який мешкав при дворі Фатімідів.